# Mizantrop (obraz Pietera Bruegla starszego)
Mizantrop (niderl. De misantroop) – obraz niderlandzkiego malarza Pietera Bruegla, namalowany w 1568 temperami na płótnie; przechowywany w Museo di Capodimonte w Neapolu.

## Opis
Jest to jedno z ostatnich dzieł malarza. Obraz przedstawia starca w pelerynie i kapturze nasuniętym na głowę. Wydaje się odsuwać od świata pełnego fałszu i kłamstwa, odcinać od człowieka, którym jest rozczarowany. Stoi tyłem do pięknego krajobrazu, na tle którego widoczny jest pasterz strzegący swojego stada, czarnych i białych owiec. Akceptuje świat taki, jaki jest – zgodnie z postawą stoików. U dołu w szklanej kuli znajduje się człowiek, który przecinając sznurek z sakwą kradnie starcowi jego własność. U dołu obrazu znajduje się napis: Noszę żałobę, albowiem świat jest pełen kłamstwa (lub Przywdziewam strój żałobny, bo świat jest wiarołomny). Przed starcem na ścieżce znajdują się ciernie.
Według interpretacji Rainera Hagena, Bruegel stawia pytanie: czy to świat oszukuje starego człowieka, czy też jest odwrotnie i to on udaje nieszczęśnika?